# Trochita dhofarensis
Trochita dhofarensis is een slakkensoort uit de familie van de Calyptraeidae. De wetenschappelijke naam van de soort is voor het eerst geldig gepubliceerd in 1985 door Taylor & Smythe.